# Hans Peter Ørum
Hans Peter Ørum, född 1 januari 1847 i Köpenhamn, död där 20 oktober 1904, var en dansk läkare och kommunalpolitiker.
Han blev student 1865 vid Borgerdydskolen i Köpenhamn och avlade läkarexamen 1872, varefter han tjänstgjorde som assistent vid Peter Ludvig Panums fysiologiska laboratorium och en längre tid var kandidat vid Almindelig Hospital under Ludvig Israel Brandes. Senare studerade han gynekologi under professor Frantz Howitz, och de viktiga vetenskapliga arbeten som han publicerade, tillhörde detta ämne, däribland hans gradualavhandling Kemiske Studier over Ovariecystevædsker (1884).
Han lämnade dock den vetenskapliga verksamheten och blev en mycket uppskattad praktiserande läkare, samtidigt som han verkade i filantropisk anda, hade förtroendeuppdrag i läkarnas understödsföreningar och deltog verksamt i danska läkarmöten. Han tillhörde 1894-1900 Köpenhamns borgarrepresentation, där han snabbt blev ledare för sin högerfraktion och därigenom hade en betydande roll i alla viktigare kommunala angelägenheter.
Han blev 1896 ledamot av Sundhedskommissionen och verkade därefter i flera kommissioner och råd, Köttkontrollkommissionen och Kommissionen för ordnandet av prostitutionen, i råden för ombyggnad av stadens osunda kvarter och för stadens dricksvattenförsörjning. Han medverkade också betydligt i tillkomsten av Boserup sanatorium. Samtidigt fick han en alltmer ledande roll i olika filantropiska sammanhang och institutioner, verkade i styrelserna för bland annat barnavårdsföreningen och det Kjøbenhavnske Asylselskab. År 1899 tilldelades han professors namn.